# تیمو نیزنر
تیمو نیزنر (آلمانی: Timmo Niesner؛ زادهٔ ۵ نوامبر ۱۹۷۱) بازیگر و صداپیشه اهل کشور آلمان است. از فیلم‌هایی که بازی کرده‌است می‌توان به پزشک زنان دکتر مارکوس مرتین اشاره نمود.